# Volodymyr Bystrov
Volodymyr Bystrov (en ucraniano: Володимир Бистров; 25 de abril de 2004) es un deportista ucraniano que compite en taekwondo. Ganó una medalla de bronce en el Campeonato Europeo de Taekwondo de 2024, en la categoría de –63 kg.

## Palmarés internacional
| Campeonato Europeo | Campeonato Europeo | Campeonato Europeo | Campeonato Europeo |
| Año                | Lugar              | Medalla            | Categoría          |
| ------------------ | ------------------ | ------------------ | ------------------ |
| 2024               | Belgrado (Serbia)  | Medalla de bronce  | –63 kg             |